# Bandido (fribrottare)
Bandido, född 17 april 1995 i Torreón i Coahuila är en mexikansk fribrottare, känd för sin medverkan i bland annat Dragon Gate, Pro Wrestling Guerilla och The Crash Lucha Libre.
Bandido uppträder under en mask och hans identitet är inte känd av allmänheten enligt lucha libres traditioner, dock har han själv avslöjat att hans efternamn är Gutiérrez.

## Karriär

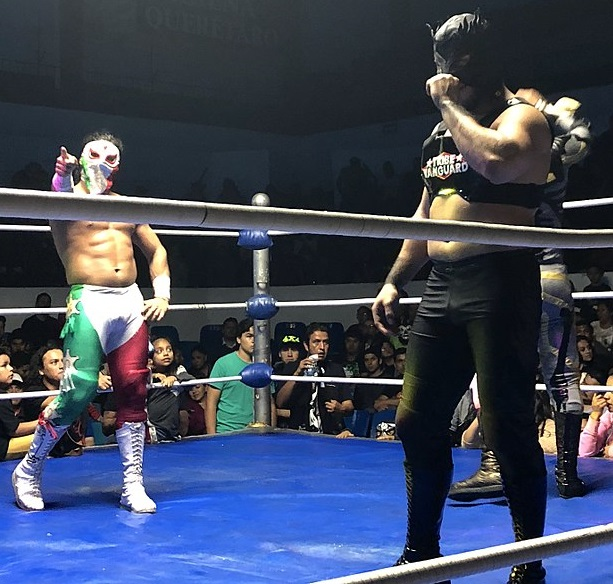
Mexablood

Bandido debuterade år 2011, och brottades länge i hemstaten Coahuila som Magnífico II, tillsammans med sin kusin Magia Blanca (då under namnet Magnífico I). Hans genombrott kom 2016 då han började brottas i Lucha Libre Elite, som då samarbetade med Consejo Mundial de Lucha Libre och drog stora mängder publik.
2018 skrev Bandido kontrakt med Ring of Honor i USA, där han länge brottades i lag med Flamita under namnet Mexablood. Efter att Ring of Honor köpts upp av All Elite Wrestling 2022 skrev Bandido ett nytt kontrakt för AEW i november 2022.
Bandido grundade och äger förbundet Big Lucha i Iztapalapa i Mexico City, där han själv både brottas samt tränar andra brottare.